# Komárov (Boêmia Central)
Komárov é uma comuna checa localizada na região da Boêmia Central, distrito de Beroun.